# New Waterford
New Waterford és una ciutat dels Estats Units a l'estat d'Ohio. Segons el cens del 2000 tenia 1.391 habitants.

## Demografia
Segons el cens del 2000, New Waterford tenia 1.391 habitants, 570 habitatges, i 388 famílies. La densitat de població era de 603,4 habitants/km².
Dels 570 habitatges en un 32,6% hi vivien nens de menys de 18 anys, en un 51,2% hi vivien parelles casades, en un 13% dones solteres, i en un 31,8% no eren unitats familiars. En el 28,6% dels habitatges hi vivien persones soles el 14,9% de les quals corresponia a persones de 65 anys o més que vivien soles. El nombre mitjà de persones vivint en cada habitatge era de 2,44 i el nombre mitjà de persones que vivien en cada família era de 3,01.
Per edats la població es repartia de la següent manera: un 25,4% tenia menys de 18 anys, un 7,9% entre 18 i 24, un 27,9% entre 25 i 44, un 24,9% de 45 a 60 i un 13,9% 65 anys o més.
L'edat mediana era de 38 anys. Per cada 100 dones de 18 o més anys hi havia 85,5 homes.
La renda mediana per habitatge era de 35.000 $ i la renda mediana per família de 44.313 $. Els homes tenien una renda mediana de 29.931 $ mentre que les dones 17.813 $. La renda per capita de la població era de 16.239 $. Aproximadament el 6,8% de les famílies i el 9,5% de la població estaven per davall del llindar de pobresa.

## Poblacions properes
El següent diagrama mostra les poblacions més properes.